# Henodeoksiholna kislina
Henodeoksiholna kislina (tudi henodezoksiholna kislina, henoholna kislina in 3α,7α-dihidroksi-5β-holan-24-ojska kislina) je ena od žolčnih kislin. Soli te karboksilne kisline se imenujejo henodeoksiholati. Gre za eno od poglavitnih žolčnih kislin pri človeku. Prvič so jo osamili iz žolča domače gosi, po čemer je tudi poimenovana − prvi del besede heno namreč izvira iz grške besede χήν = gos.

## Zgradba
Henodeoksiholna in holna kislina sta dve poglavitni primarni žolčni kislini pri človeku. Henodeoksiholna kislina vsebuje dve hidroksilni skupini; z dodatkom še ene hidroksilne skupine se pretvori v holno kislino. Pri nekaterih drugih sesalcih nastajata v jetrih namesto henodeoksiholne kisline muriholna kislina ali deoksiholna kislina. V čisti obliki tvori bele do umazano bele kristale, netopne v vodi in topne v etanolu in ocetni kislini, s tališčem 165–167 °C.

## Biosinteza in funkcija
Henodeoksiholna kislina kot primarna žolčna kislina nastaja v jetrih kot produkt razgradnje holesterola. Pri pretvorbi iz holesterola je potrebnih več encimskih sinteznih korakov. Kot druge primarne žolčne kisline se deoksiholna kislina v jetrih konjugira s tavrinom ali glicinom, pri čemer nastajata tavrohenodeoksiholat in glikohenodeoksiholat. Le-ta se izločata z žolčem v črevesje. S konjugacijo se zniža vrednost pKa; konjugirane žolčne kisline zato ionizirajo pri običajnem pH v črevesu in ostajajo v črevesju, dokler ne dosežejo vitega črevesa in se tam reabsorbirajo.
Henodeoksiholna kislina in druge žolčne kisline tvorijo micele, kar olajša prebavo maščob v prebavilih. Po absorpciji iz črevesa v kri jih privzamejo jetra ter se ponovno izločijo z žolčem v črevesje – podvržene so tako imenovanemu enterohepatičnemu kroženju. Neabsorbirane molekule henodeoksiholne kisline bakterije v debelem črevesu pretvorijo v sekundarno žolčno kislino, litoholno kislino, ali njen epimer,  ursodeoksiholno kislino.
Henodeoksiholna kislina je med vsemi naravnimi žolčnimi kislinami najbolj potentna glede stimulacije jedrnega žolčnokislinskega receptorja, imenovanega farnezoidni receptor X (FXR). Receptor FXR aktivira prepisovanje številnih genov, vključno z genoma za FGF19 in SHP. Beljakovina FGF19 ima ključno vlogo v negativni povratni zanki žolčnih kislin ter uravnava njihovo sintezo, shranjevanje in sproščanje iz žolčnika v tanko črevo. Motnje njegovega delovanja lahko privedejo do različnih bolezenskih stanj, kot so žolčni kamni, motena prebava maščob, razraščanje črevesnih bakterij in podobno.

## Klinična uporaba

### Žolčni kamni
Henodeoksiholna kislina se uporablja kot sestavina zdravil za raztapljanje žolčnih kamnov. Zdravila z žolčnimi kislinami se uporabljajo pri bolnikih z manjšimi žolčnimi kamni in pri tistih z večjimi žolčnimi kamni, ki ne želijo ali ne morejo biti operirani. Zdravljenje s henodeoksiholno kislino lahko kot neželene učinke povzroča drisko, blago in povratno poškodbo jetrnega tkiva in majhen porast plazemskih ravni holesterola.

### Cerebrotendinozna ksantomatoza
Henodeoksiholna kislina se lahko uporablja za zdravljenje  cerebrotendinozne ksantomatoze.

### Drugo
Uporabo henodeoksiholne kisline so raziskovali tudi za nekatere druge bolezni. Ker je driska pogost neželeni učinek pri zdravljenju žolčnih kamnov s henodeoksiholno kislino, so jo preskušali tudi kot zdravilo proti zaprtju; rezultati so pokazali hitrejši prehod blata skozi debelo črevo in izboljšano funkcijo črevesja.
Pred leti je avstralsko biotehnološko podjetje preskušalo kombinacijo henodeoksiholne kisline in bezafibrata v zdravljenju hepatitisa C.